# Fayetteville (Alabama)
Fayetteville es un lugar designado por el censo ubicado en el condado de Talladega en el estado estadounidense de Alabama. En el año 2010 tenía una población de 1284 habitantes.

## Geografía
Fayetteville se encuentra ubicado en las coordenadas 33°8′47″N 86°24′33″O / 33.14639, -86.40917.